# New South Wales Corps
Das New South Wales Corps (auch bekannt als The Rum Corps) war ein 1789 in England gegründetes stehendes Regiment der Royal Marines, das vorwiegend in Australien eingesetzt wurde. 

## Geschichte
Das Regiment hatte die Aufgabe die Marinesoldaten zu entlasten, die die First Fleet nach Australien begleitet hatte. Das von Major Francis Grose geleitete Regiment bestand aus drei Kompanien und aufgrund der Abgeschiedenheit und großen Entfernung zum Mutterland und der allgemeinen Unbeliebtheit dieses Postens rekrutierte sich dieses Regiment vor allem aus Offizieren auf Halbsold, Unruhestiftern, Insassen von Militärgefängnissen sowie einigen wenigen, die ihr Glück in der neuen Kolonie versuchen wollten. Erste Regimentsangehörige trafen 1790 als Schutz der Second Fleet ein. Major Grose traf 1792 ein, um das Kommando über das Regiment und den Posten des Gouverneurs von New South Wales zu übernehmen. Später kam eine vierte Kompanie hinzu, bestehend aus Marinesoldaten, die gerne unter Captain George Johnston, Gouverneur Phillips Rechter Hand, in New South Wales dienen wollten.

### Die Amtsführung in New South Wales
Als Gouverneur Phillip im Dezember 1792 nach England zurückkehrte, um sich zu erholen trug Major Grose die alleinige Verantwortung über die Kolonie. Er änderte umgehend die Führungsstrategie der Kolonie. Er führte Militärgesetze und -gerichtsbarkeit ein und stärkte gleichzeitig die Befugnisse des Corps. Die unter Phillip eingeführte Selbstverwaltung der Kolonie schaffte Grose ab. Nach der Missernte von 1793 kürzte er die Nahrungsmittelrationen der Sträflinge, nicht jedoch die der Corpsangehörigen und setzte somit eine weitere grundlegende Regel Phillips, der gleiche Rationen für alle verlangt hatte, außer Kraft. 
Um die Landwirtschaft voranzubringen und die Kolonie unabhängiger von Nahrungsmittellieferungen aus England zu machen, beendete Grose die kollektive Landbewirtschaftung und verteilte das Land stattdessen großzügig an Offiziere des Corps, die er darüber hinaus mit Sträflingen versorgte, die auf den Farmen arbeiteten. Nahrung und Kleidung dieser Arbeiter wurde aus Regierungsbeständen gestellt und die erwirtschafteten Erträge wurden von den Offizieren an die Regierung verkauft. 
Aufgrund gesundheitlicher Probleme kehrte Grose im Dezember 1794 nach England zurück und Captain William Paterson übernahm übergangsweise, bis zur Ankunft von Gouverneur Hunter im September 1795, dessen Posten. Paterson hatte diesen Posten mit Hilfe von Sir Joseph Banks erhalten, da er naturwissenschaftlich interessiert war und in Banks Auftrag Expeditionen anführen und Exponate für Banks und die Royal Society sammeln sollte. Paterson war ein ehrlicher Mann aber mit wenig Durchsetzungsvermögen und auch wenn er den Versuch unternommen hat, einige Reformen einzuführen, so war er doch nicht in der Lage, zu verhindern, dass die Offiziere des Corps immer mächtiger und reicher wurden.

### Das Rum-Corps und der illegale Handel
Das von Phillips eingeführte Verbot des Handels mit Rum wurde von Grose gelockert. Die Kolonie hatte, wie viele andere auch, keine eigene Währung und so ergab es sich, dass Rum als inoffizielles Zahlungsmittel immer beliebter wurde. Die Offiziere des Corps nutzten ihre Position und ihren Reichtum und kauften den meist von Bengalen kommenden Rum kurzerhand auf, um ihn dann lohnend gegen Kurzwaren und andere Dinge des täglichen Gebrauchs zu tauschen. Dies brachte dem New South Wales Corps den Spitznamen Rum-Corps ein. Im Jahr 1793 wurden Destillationsapparate importiert und die einsetzende Rumdestillation verschlimmerte in der Folge den Mangel an Getreide weiter. 
Gouverneur John Hunter unternahm mehrere Versuche, importierten Rum durch Truppen bewachen zu lassen und so die Offiziere daran zu hindern, diesen aufzukaufen, aber dies scheiterte an den schon erwähnten Gründen. Versuche, die gesamte Einfuhr zu unterbinden, scheiterten an der fehlenden Zusammenarbeit anderer Regierungen und daran, dass die Offiziere ein dänisches Schiff charterten und damit eigene Importe aus Indien organisierten. Hunter eröffnete einen öffentlichen Laden mit Waren aus England, um so den Wettbewerb aufrechtzuerhalten und die Preise zu stabilisieren aber Hunter war kein guter Geschäftsmann und die Lieferungen kamen zu unregelmäßig. Er forderte die Behörden in England auf, mehr Kontrolle auszuüben, und wollte eine Rumsteuer einführen. Er erließ eine Verordnung nach der die Anzahl der jeweils von den Offizieren eingesetzten Sträflinge begrenzt war, jedoch fehlten ihm auch hier die Mittel, diese durchzusetzen. Hunter wurde von den Offizieren sehr stark kritisiert und es kursierten verschiedenste Flugblätter und Pamphlete, die ihn in Misskredit bringen sollten. John Macarthur, der Zahlmeister des Rum Corps, war Teil dieses korrupten Systems. Er schrieb einen Brief, in welchem er Hunter beschuldigte, ineffektiv zu sein und selbst mit Rum zu handeln. Vor diesen Anschuldigungen musste Hunter sich vor dem Kolonialamt verteidigen und wurde kurz danach wegen Unfähigkeit seines Amtes enthoben. Zurück in England kämpfte er für Reformen und die Abberufung des New South Wales Corps. Dies blieb jedoch erfolglos. Bereits im Jahr 1799 war die Verteilung der Wirtschaftsgüter in der Kolonie zugunsten der Offiziere bedeutend. Sie besaßen 32 Prozent des Viehbestands, 40 Prozent der Ziegen, 59 Prozent der Pferde und 77 Prozent der Schafe.
1799 kam Paterson, nun Oberstleutnant, aus England mit dem Auftrag zurück, die Machenschaften der Corps-Offiziere zu beenden. Im Jahr 1800 beschuldigte er Major Johnston, einen weiteren früheren Stellvertreter Hunters, einem Sergeant seinen Sold teilweise in Rum ausgezahlt zu haben. Johnston stritt diese Vorwürfe ab und verlangte, dass die Gerichtsverhandlung in England stattfinden sollte. Die englischen Gerichte entschieden, dass koloniale Angelegenheiten nicht zu ihren Aufgaben gehörten und der Fall in Sydney zu verhandeln sei, da dort alle Zeugen anzutreffen waren. Weiterhin entschieden sie, dass dort jedoch ein regelgerechtes Kriegsgericht nicht einberufen werden könne und gegen Johnston aus diesem Grund nicht weiter vorgegangen werden sollte. Gouverneur King, der realisierte, dass jeder Offizier, mit Ausnahme Patersons, in den Rumhandel verwickelt war, ließ Johnston in der Folge gewähren. 
Gouverneur Phillip King setzte Hunters Bemühungen zur Schwächung des Rumhandels durch die Offiziere fort. Er erließ eine Alkoholsteuer und erlaubte lediglich die Einfuhr von 500 Gallonen Rum; das Transit-Board verlangten alle vorhandenen Schiffe als Konventionalstrafe bei Missachtung der Verordnung.
Indem King im Jahr 1804 eine Brauerei eröffnete, machte er den privaten Handel attraktiv. Gleichzeitig legte er den Wert von indischem Kupfer fest und setzte ihn mit einer spanischen Achtermünze gleich, die er als Währung einführte. Diese Währung wurde nicht von allen positiv aufgenommen und es bedurfte großer Anstrengungen, diese Münzen zum einen in der Kolonie zu etablieren und zum anderen, den Wert der Münzen adäquat zu erhalten. King agierte nicht immer effektiv, war aber doch ein ernster Gegenspieler des Corps, weswegen er auch, genauso wie sein Vorgänger Hunter, Ziel diffamierender Pamphlete und Attacken war. Als Resultat dessen ersuchte King seit Mai 1803 um seine Versetzung. Sein Nachfolger William Bligh traf jedoch erst 1806 ein. 
Auch wenn es der Wirtschaft nun etwas besser ging und sie sich auch verbreitet hatte, so hatte Bligh doch den klaren Auftrag erhalten, den Rumhandel des Corps und besonders von John Macarthur zu unterbinden. Dies führte zur Rum Rebellion und letztlich auch zur Abberufung des New South Wales Corps.  
Gouverneur Lachlan Macquarie war besser in der Lage den Rum-Handel zu kontrollieren. Dies gelang ihm wegen der Einführung und Aufrechterhaltung eines Lizenzierungssystems. Trotzdem war auch er gezwungen, die Durchführung öffentlicher Projekte mit Rum zu bezahlen, da nach wie vor eine akzeptierte Währung fehlte. Der Bau des Hospitals in Sydney konnte nur finanziert werden, weil den Geldgebern im Gegenzug das Monopol auf die Einfuhr von Rum übertragen worden war. Diese öffentlich-private Kooperation führte zu einem drastischen Anstieg der Rumpreise und war in der Bevölkerung äußerst unpopulär, so dass in der Folge über mehrere Jahre ähnliche Kooperationen unterblieben. 
1813 gelang es Macquarie eine dauerhafte Münzwährung in der Kolonie einzuführen; er kaufte spanische Pesos aus Südamerika und ließ die Mitte herausstanzen. Auf diese Weise entstand der Holey Dollar im Wert von 5s. Das Mittelstück hingegen fand Verwendung als 15p-Münze. 1819 legalisierte die britische Regierung die kommerzielle Destillation von Spirituosen und Schwarzhandel wurde ein Straftatbestand.

### Die Schlacht am Vinegar Hill
Das militärische Verhalten der Mehrzahl der Angehörigen des New South Wales Corps war besser als man erwartet hätte. 1802 lobte Gouverneur King sie mit den Worten: „the utmost order and regularity has uniformly prevailed amongst the non-commissioned officers and privates.“ (Deutsch „unter den Unteroffizieren und Mannschaftsdienstgraden herrschte eine große Ordnung und Disziplin“).
Das Corps war in New South Wales nur ein einziges Mal im Kampfeinsatz und zwar bei der Schlacht von Vinegar Hill (so genannt nach einem irischen Aufstand). Am Abend des 4. März 1804 begannen etwa 250 mit Piken und Musketen bewaffnete Rebellen in der Siedlung am Castle Hill einen Aufstand. Major Georg Johnston führte Soldaten des New South Wales Corps in einem Nachtmarsch nach Parramatta und verfolgte die Rebellen. Als sie die Rebellen eingeholt hatten, schlug Major Johnston mit seinen Truppen den Aufstand schnell nieder, dabei wurden zahlreiche Rebellen getötet. Später wurden die Rebellen hart bestraft, neun wurden gehängt, viele ausgepeitscht und 30 von ihnen in einen entfernten Außenposten versetzt. Für seinen Einsatz wurde Johnston anschließend von Gouverneur King hoch gelobt. 

### 102nd Regiment
1809, nach der Rum-Rebellion, wurde das New South Wales Corps in das 102nd Regiment umbenannt und abberufen. Einige der Offiziere und langgedienten Soldaten wurden in Macquaries 73rd Regiment eingegliedert; etwa 100 Veteranen und Invaliden wurden für den Garnisonsdienst eingeteilt (trotz geringem Nutzen gab es die Einheit noch bis 1823); einigen der Offiziere wurde es gestattet, sich zur Ruhe zu setzen und Land zu bewirtschaften; die Mehrzahl der Truppen wurden wieder nach England geschickt. Oberst Paterson, vormals Captain Paterson, starb während der Heimreise in Südafrika. 
In England wurden der Großteil der Truppen Veteranen- oder Garnisons-Bataillone zugeordnet, wobei die meisten Offiziere dem 8th Royal Veteran Battalion zugeteilt wurden. Das Regiment wurde neu geordnet und mit Rekruten versehen und tat dann an verschiedenen Orten außerhalb des Vereinigten Königreichs Dienst (etwa im Krieg von 1812, wo sie u. a. die Stadt Maine einnahmen). Am 24. März 1818 wurde ein Großteil des Regiments aufgelöst und nur eine kleine Truppenstärke von 150 Mann erhielten im Juli 1826 die Gelegenheit das NSW Corps als eine Garnisonseinheit zu reformieren. Sie wurden dem Kommando von Oberst Dumaresq unterstellt. Endgültig aufgelöst wurde das Corps am 1. April 1833. 
Während seiner Existenz erhielt das Corps verschiedene Spitznamen, die im Zusammenhang mit ihrer Stationierung in New South Wales zusammen hingen: Botany Bay Rangers, Rum Puncheon Corps, Condemned Regiment und Rum Corps.

## Kommandierende Offiziere
New South Wales Corps
- 1789–1794 Major Francis Grose
- 1794–1809 Oberstleutnant William Paterson

102nd Regiment of Foot
- 1809–1810  Oberstleutnant William Paterson
- 1810–1811 Major George Johnston

## Referenzen
- Archiv NSW State Records (englisch)